# Vaslui (grad)
Vaslui (njemački: Wassluy, mađarski: Vászló ) je grad u istočnoj Rumunjskoj u povijesnoj pokrajini Moldaviji, središte županije Vaslui.

## Zemljopis
Grad Vaslui nalazi se u središnjem dijelu pokrajine Moldavije, leži na rijeci Birlad. Oko grada su brežuljci koji su tipični za cijelu Moldaviju.

## Stanovništvo
Po popisu stanovništva iz 2002. godine grad je imao 70.571 stanovnika.
Kretanje broja stanovnika od 1930. do 1990. godine.          
- 1930. – 13.827 stanovnika,
- 1941. – 13.923 stanovnika,
- 1948. – 11.827 stanovnika,
- 1956. – 15.197 stanovnika,
- 1966. – 17.591 stanovnika,
- 1968. – 17.960 stanovnika,
- 1970. – 22.825 stanovnika,
- 1980. – 46.181 stanovnika,
- 1990. – 74.615 stanovnika.

## Zanimljivosti
Vaslui je u prošlosti bio poznat kao grad s najviše Židova u Rumunjskoj, koji su na kraju 19. stoljeća činili 37% stanovništva grada.

## Vanjske poveznice
- Gradsko poglavarstvo
- Gradski muzej
- FCVaslui.info Nogometni klub FC Vaslui  Arhivirana inačica izvorne stranice od 7. ožujka 2007. (Wayback Machine)

### Ostali projekti
|  | Zajednički poslužitelj ima još gradiva o temi Vaslui (grad) |